# Nicola Amoruso
Nicola Amoruso (Ceriñola, Provincia de Foggia, Italia, 29 de agosto de 1974) es un exfutbolista italiano. Jugaba en la posición de delantero.

## Selección nacional
Fue internacional con la selección de fútbol de Italia de la categoría sub-21.

## Clubes
| Club            | País   | Año       |
| --------------- | ------ | --------- |
| U. C. Sampdoria | Italia | 1993-1994 |
| Fidelis Andria  | Italia | 1994-1995 |
| Calcio Padova   | Italia | 1995-1996 |
| Juventus F. C.  | Italia | 1996-1999 |
| Perugia Calcio  | Italia | 1999-2000 |
| S. S. C. Napoli | Italia | 2000-2001 |
| Juventus F. C.  | Italia | 2001-2002 |
| Perugia Calcio  | Italia | 2002      |
| Calcio Como     | Italia | 2003      |
| Modena F. C.    | Italia | 2003-2004 |
| F. C. Messina   | Italia | 2004-2005 |
| Reggina Calcio  | Italia | 2005-2008 |
| Torino F. C.    | Italia | 2008-2009 |
| A. C. Siena     | Italia | 2009      |
| Parma F. C.     | Italia | 2009-2010 |
| Atalanta B. C.  | Italia | 2010-2011 |

## Palmarés

### Campeonatos nacionales
| Título              | Club            | País   | Año     |
| ------------------- | --------------- | ------ | ------- |
| Copa Italia         | U. C. Sampdoria | Italia | 1993-94 |
| Serie A             | Juventus F. C.  | Italia | 1996-97 |
| Supercopa de Italia | Juventus F. C.  | Italia | 1997    |
| Serie A             | Juventus F. C.  | Italia | 1997-98 |
| Serie A             | Juventus F. C.  | Italia | 2001-02 |
| Serie B             | Atalanta B. C.  | Italia | 2010-11 |

### Copas internacionales
| Título                | Equipo              | País            | Año  |
| --------------------- | ------------------- | --------------- | ---- |
| Supercopa de Europa   | Juventus F. C.      | París & Palermo | 1996 |
| Copa Intercontinental | Juventus F. C.      | Tokio           | 1996 |
| Eurocopa Sub-21       | Selección de Italia | Barcelona       | 1996 |

### Distinciones individuales
| Distinción                 | Año     |
| -------------------------- | ------- |
| Goleador de la Copa Italia | 2001-02 |